# Milje, Trst
Milje (italijansko Muggia, beneško in tržaško Muja, furlansko Mugle) so obalno mesto v Italiji, na Tržaškem, natančneje v Miljskem zalivu, sedež istoimenske občine v deželi Furlanija - Julijska krajina (druge največje za Trstom v nekdanji Tržaški pokrajini), nedaleč od slovensko-italijanske meje. 

## Geografija
Pristaniško mesto Milje je na istrski jadranski obali, na južnem obalnem delu Miljskega zaliva (italijansko Baia di Muggia), ki je del morskega območja Tržaškega zaliva. Krajina v južnem občinskem območju se dviga do 244 m (Kaštelir) in tukajšnji revirji so blizu meje s  Slovenijo. Nekatere lokalne ceste služijo regionalnemu čezmejnemu prometu. V zahodnem delu mesta, proti Svetem Jerneju-Lazaretu, se gostota pozidave zmanjša. Manjše površine se uporabljajo za vinogradništvo. Tu urbano območje zaznamujejo zelene površine in odprte stavbe, arheološki park Milje (Arheološki park Starih Milj: Grad Milje) pa ščiti in ohranja del območja zgodovinske poselitve. Vzhodno od mesta Milje so obsežna industrijska in trgovska območja, ki segajo od obale do pretežno ravninskega celinskega območja. Avtocesta Sesljan-Rabueze (trasa II) prečka to urbano območje in tvori mednarodno cestno povezavo med Italijo in Slovenijo. Sosednje hribovito območje je delno gozdnato. Mestno območje meji na ozemlja sosednjih italijanskih občin Trst in Dolina. Deloma tvori obalni del doline Glinščice tudi občinsko mejo znotraj Italije.

## Naselja v občini
Občino Milje sestavljajo naslednja naselja (v oklepaju italijansko ime):
| - Beloglav (Belpoggio) - Boa - Čampore (Chiampore) - Case sparse - Farned (Farnei) | - Lazaret - Sveti Jernej (Lazzaretto - San Bartolomeo) - Milje, mesto (Muggia capoluogo comunale) - Korošci (Santa Barbara) - Oreh (Noghera) | - Tanki rt (Punta Sottile) - Rabujez (Rabuiese) - Sv. Rok (San Rocco) - Štramar (Stramare) | - Vinjan (Vignano ) - Villaggio Castelletto - Cindis (Zindis) - Žavlje (Aquilinia) - Žavlje-Štramar (Aquilinia–Stramare) |

Milje so edino istrsko mesto na italijanskem ozemlju.
Po mestu se imenujeta Miljski polotok na severozahodu Istre in Miljski zaliv med Miljami oz. Miljskim polotokom in Trstom (slovensko imenovan Žaveljski zaliv). 
V Pristanišču sv. Roka (Porto San Rocco) je marina s kapaciteto priveza 500 jaht.

## Etnična sestava prebivalstva
Po popisu prebivalstva iz leta 1971 se je 4,7 % prebivalcev opredelilo, da so Slovenci.

## Zgodovina

### Prazgodovina in antično obdobje
Poselitev območja občine Milje sega v prazgodovinsko obdobje. Poselitev dokazujejo ostanki gradišča, odkriti na griču »Monte Castellier«, in je trajala od približno okoli 1600 pr.n.št. do leta 350 n.št.. Mesto je bilo zgrajeno na 172 m visokem griču, ki se danes imenuje "Stare Milje". Ponovno je bil kraj poseljen v rimski dobi, ko je tu bil najbrž sedež vojaškega castruma. Na vrhu prazgodovinskega gradišča, so odkrili nekropole pokopanih oseb, ki so najbrž živele v Železni dobi (900-750 pr.n.št.). Obdobje Rimljanov dokazujejo številne najdbe v starih Miljah in okolici. Po ustanovitvi Ogleja leta 181 pr.n.š. so Rimljani s pohodi v letih 178 – 177 pr.n.š. ustanovili Castrum Muglae za obrambo pred vpadi Histrov. Po padcu Zahodnega rimskega cesarstva so območju Milj vladali Goti - kralj Teoderik, Langobardi, Bizantinci in Franki. 

### Srednji vek
V srednjem veku je najpomembnejše središče območja predstavljal Castrum Muglae ali Monticula, ki je bil v današnjih »Starih Miljah« in ki je leta 931 postal fevd Oglejskega patriarha. Takrat se v zgodovinski listini prvič pojavi ime Milje in sicer v darovnici italijanskih kraljev Huga in Lotarja. Sčasoma je zraslo in se razcvetelo naselje »Borgo Lauro«, kjer so današnje Milje. Leta 1202, ko je v mestu pristal dož Enrico Dandolo s križarji, so Milje začele plačevati davek Benetkam. V drugi polovici 13. stoletja si je mesto na silo prizadevalo doseči pri oglejskem patriarhu svobodno imenovanje podeštata. Leta 1256 je bila ustanovljena samostojna mestna občina. Ko se je oblast patriarha postopoma manjšala, je vedno bolj naraščal vpliv Benetk. Leta 1354 so Genovežani skoraj popolnoma porušili Milje, ker so se borile na strani Benečanov. Od starih Milj je ostala nepoškodovana le bazilika sv. Marije iz 11. stoletja. Leta 1420 pa so se morale Milje popolnoma podredile Benečanom. Uradni dokument o priključitvi je potrdil dož Tommaso Mocenigo. 
Tako so se znašle na meji s Trstom, ki je bil podložen Habsburžanom. Milje so postale beneško oporišče za napade na Trst. Leta 1511 so avstrijci oblegali Milje, vendar jih niso uspeli zavzeti. Milje so bile pod Beneško republiko vse do njenega propada leta 1797.

### Novi vek
Po propadu Benetk so tudi Milje za kratek čas spadale pod Napoleonovo Francijo in so bile sprva del Napoleonovega Italijanskega kraljestva, od leta 1809 pa Ilirskih provinc.
Po Napoleonovem porazu v Rusiji in dokončno pri Waterloo-ju je Istra po določbah Dunajskega kongresa ostala pod avstrijsko nadoblastjo. Milje so odtlej spadale pod Avstrijsko primorje, avstrijsko mejno grofijo Istro. 
Od takrat se je zgodovinski razvoj Milj prepletal z vzponom Trsta. Postavljeni so bili temelji modernega ladjedelništva, ki zajema ladjedelnico Tonello in ladjedelnico sv. Roka, ustanovljeno 1857. Po koncu prve svetovne vojne in razpadu Avstro-Ogrske so bile Milje s priključitvijo k Kraljevini Italiji (1921) za kratek čas v območju istrske uprave, leta 1923 pa so prestopile v tržaško upravno območje.

### Svobodno tržaško ozemlje
V letih po drugi svetovni vojni, po obdobju jugoslovanske zasedbe (1945), je preko ozemlja Milj potekala demarkacijska črta med dvema conama vojaške zasedbe v Julijski Krajini (1945-1947) in sicer med anglo-ameriško in jugoslovansko vojno upravo, in kasneje Morganova demarkacijska linija nikoli uresničenega Svobodnega tržaškega ozemlja, med conama A in B (1947-1954). 
Ta razmejitev, spremenjena z Spomenico o soglasju ali londonskim Memorandumom leta 1954, je postala meja med Italijo in Jugoslavijo, dokončno potrjena z Osimski sporazumi (1975). Ta meja je leta 1992 postala meddržavna meja med Republiko Slovenijo in Republiko Italijo.
Po zasutju solin, opustitvi kamnoseštva in zaprtju obeh ladjedelnic, se ob trgovini kot glavna dejavnost v mestu vse bolj uveljavlja turizem.

## Gospodarstvo in ekonomija
V naselju je urad karabinjerjev, finančne policije in enota gasilcev.
Finančni prihodki izvirajo večinoma iz tradicionalnega kmetijstva, pridelave ne samo žitaric, zelenjave in sadja, temveč tudi grozdja, vina in oljčnega olja. V manjši meri je razvita zelo raznolika živinoreja, vzreja govedi, svinj in prašičev, konjev ter perutnine. Lokalno industrijo predstavlja tekstilni, oblačilni, živilski, inženirski, elektronski, storitveni, gradbeni, (nekdaj tudi ladjedelniški) sektor, trgovina in turizem, pa tudi proizvodnja izdelkov iz papirja, naprav in strojev za proizvodnjo nakita in igrač, pisarniških strojev, proizvodnja izdelkov iz lesa (zlasti pohištva). Del lokalnega prebivalstva je zaposlen tudi v industrijskih obratih, kjer predelujejo naftne derivate. Razvit je komercialni sektor, bančne storitve, zavarovalništvo in pokojninski skladi. Informacije o kulturi in aktualnih dogodkih zagotavljajo lokalne radijske postaje in televizija. Urejeno je varstvo otrok v vrtcih in osnovnošolsko izobraževanje, srednje in visoko šolstvo je zagotovljeno v bližnjem Trstu.

## Arhitektura
Staro mestno jedro z manjšim pristanom in mandračem (podobnim nekdanjemu piranskemu), ki skoraj spodjeda okoliške stavbe, kaže arhitekturne elemente različnih beneških slogov, za katerega so značilne ozke ulice, stavbe s simboli leva sv. Marka, balkoni z gotskimi biforami. Ob glavnem trgu (Piazza Marconi) stoji župnijska cerkev sv. Janeza in sv. Pavla, zgrajena leta 1263 na mestu predhodne cerkve iz 11. ali 13. stoletja, pozneje pa je bila večkrat prenovljena. Občinska palača s stolpom z uro ter dvema občinskima grboma na pročelju je iz leta 1265. Leta 1930 jo je precej poškodoval požar. V bližini pristanišča je tudi dvoje mestnih vrat, vrata sv. Roka in na Dantejevi ulici vrata Portizza, z beneškim levom. Nad mestom je grad Milje, katerega začetki segajo v leto 1374, stolp s cinami so mu dodali ob prenovi, v začetku 18. stoletja. 

### Pristanišče sv. Roka
Približno kilometer od centra mesta (na mestu dela nekdanje avstro-ogrske ladjedelnice Stabilimento Tecnico Triestino), je bila zgrajena moderna marina sv. Roka (San Rocco) s pripadajočimi upravnimi stavbami ter stanovanjskim naseljem, za katero je načrte izdelal arhitekt Luigi Vietti, avtor marine v Porto Cervu na Sardiniji. Poleg privezov za jahte obsega tudi obmorsko sprehajališče, razne podhode in nadhode, majhne parke ter osrednji trg. Celoten kompleks predstavlja vizijo kombinacije sodobnega obmorskega in ribiškega naselja, s hotelom, trgovinami, bazenom, fitnesom in telovadnico.